# 余物語
『余物語』（アマリモノガタリ）は、西尾維新による青春怪異小説。〈物語〉シリーズの通巻25巻目として講談社BOXレーベルにて2019年4月に刊行された。イラストはVOFANが手掛けている。

## 概要
現代の怪異を描き、『終物語』にて完結し、オフシーズンを経て復活した〈物語〉シリーズ・モンスターシーズンの第三弾。
前作『宵物語』に続き、本作には主人公・阿良々木暦（あららぎこよみ）の大学生生活を描くモンスターシーズンの、第四話「よつぎバディ」、第五話「よつぎシャドウ」が収録されている。
「よつぎバディ」では、大学生活初の夏休みを間近に控えた阿良々木暦が、斧乃木余接（おののきよつぎ）と共に、児童虐待事件の調査に乗り出す。
「よつぎシャドウ」は、『宵物語』収録の「まよいスネイク」に続くモンスターシーズン「撫子編」の第二章。千石撫子（せんごくなでこ）は、専門家の元締め・臥煙伊豆湖（がえんいずこ）の依頼により、首吊り事件が相次ぐとある物件の調査に乗り出す。
パッケージイラストには斧乃木余接が白いマキシ丈のワンピースをまとった姿が描かれている。モノクロイラストでは撫子と余接が描かれている。

## あらすじ

### よつぎバディ
国立曲直瀬（まなせ）大学で迎える初の夏休みの直前、阿良々木暦は家住羽衣（いえすみはごろも）准教授から、自分の三歳の娘を虐待していると打ち明けられる。三日間帰宅していないため、娘の様子を見てきてほしいと依頼を受けた暦は、死体の付喪神・斧乃木余接と合流し、家住准教授の家を訪れる。二人は子供部屋で、衝撃的な光景を目にする。

### よつぎシャドウ
阿良々木家から千石撫子のもとにやってきた斧乃木余接は、撫子を専門家の元締め・臥煙伊豆湖に引き合わせる。伊豆湖は撫子の能力を評価し、首吊り屋敷の調査を依頼する。中学校卒業後の住まいを紹介してもらうことを条件に、撫子は謎の解明に挑む。

## 登場人物
阿良々木 暦（あららぎ こよみ）
本シリーズの主人公。この春、国立曲直瀬大学数学科へと進学。高校三年生の春休みに吸血鬼となったが、現在はその力の大半が失われており、ほとんど人間に戻っている。両親は警察官。現在、怪異の専門家の元締め・臥煙伊豆湖とは関わりを断っている。
斧乃木 余接（おののき よつぎ）
死体から作り出された付喪神の童女。阿良々木家で等身大のぬいぐるみという設定で居座っている。暦の下の妹・月火の手によって、ドレープスカートからマキシ丈のワンピに着替えさせられている。本作では、身体の一部を人形に埋め込むことで、自身の分身を作り出す能力を発揮している。
家住 羽衣（いえすみ はごろも）
国立曲直瀬大学の准教授。スイス生まれスイス育ち。暦が受けるスイスドイツ語の授業を担当する。父親は小児科医で、母親は子供服のファッションデザイナー。家族から逃げるために結婚して日本に移住。今回、自分の娘への虐待について暦に相談を持ちかける。
家住 唯々恵（いえすみ いいえ）
家住羽衣の三歳の娘。実体は、毛布のようなぶ厚い布で作られた人形。
食飼 命日子（はむかい めにこ）
国立曲直瀬大学数学科の一年生。大学でできた暦の友人。
老倉 育（おいくら そだち）
国立曲直瀬大学へと進学した、暦の幼馴染。今回、暦を児童虐待の専門家として家住准教授に紹介する。現在、暦とは絶交中。
日傘 星雨（ひがさ ほしあめ）
私立直江津高校の三年生の元女子バスケットボール部キャプテン。最近、阿良々木家には週三で遊びに行っている。
阿良々木 月火（あららぎ つきひ）
暦のちっちゃいほうの妹。現在のヘアスタイルは、前髪まで含めて一括りにしたポニーテール。
忍野 扇（おしの おうぎ）
私立直江津高校の二年生。本作では男子高校生バージョンで登場。怪異の専門家・忍野メメの姪にして甥。男姿の「扇くん」は神原駿河（かんばるするが）の心の闇であり、女姿の「扇ちゃん」は暦の心の闇。
羽川 翼（はねかわ つばさ）
私立直江津高校卒業後、海外へと放浪の旅に出た暦の元同級生。現在は眼鏡姿に戻り、髪型は灰色ロングのストレート。国際地雷撤去U-20委員会の委員長。国境付近の地雷撤去作業が一段落し、現在帰国中。
千石 撫子（せんごく なでこ）
元北白蛇神社の神様。現在は漫画家を目指す中学三年生。

## 書籍
- 西尾維新（著） / VOFAN（イラスト） 『宵物語』 講談社〈講談社BOX〉、2019年4月17日第1刷発行（同日発売[1]）、ISBN 978-4-06-515225-6